# Insurrección de junio de 1832 en París
La revolución de junio de 1832 en París, llamada también revolución republicana en París, fue una sublevación antimonárquica en París (Francia), donde republicanos se levantaron contra el régimen entre el 5 y el 6 de junio de 1832. La rebelión se originó en un intento de los republicanos para revertir la Monarquía de Julio poco después de la muerte del presidente del consejo orleanista (Casimir Pierre Périer), el 16 de mayo de 1832. El escritor Víctor Hugo describe la rebelión en su novela Los miserables.

## Causas
En Los miserables de Víctor Hugo, la muerte del general Jean Maximilien Lamarque es vista como el catalizador de un levantamiento inevitable. De hecho, su muerte fue utilizada como una excusa para los disturbios que tuvieron lugar días previos a la rebelión. Había importantes problemas económicos, especialmente graves en el período de 1827 a 1832. Los años estuvieron marcados por las malas cosechas, escasez de alimentos, y los aumentos en el costo de vida; creando descontento entre las clases. Además, en la primavera de 1832 Francia fue devastada por un brote a escala europea de cólera, que terminó con un saldo de 18.402 muertos en París. Los barrios pobres fueron particularmente afectados por la enfermedad, y se despertó la sospecha de que los pozos del gobierno habían sido envenenados.
La monarquía de Luis Felipe I, que se había convertido en el gobierno de la clase media, fue atacada a la vez por los dos lados opuestos; republicanos y legitimistas. Antes de las muertes de Lamarque y Casimir Périer, ambas partes organizaron insurrecciones con el propósito de derrocar al gobierno. Los partidarios de los legitimistas hicieron un intento de raptar a la familia real en París en febrero de 1832, en lo que se conoce como la conspiración de la rue des Prouvaires. Después de una insurrección dirigida por la duquesa de Berry (madre de Enrique V) que fracasó en Marsella, los legitimistas renunciaron a la guerra y volvieron a recurrir a la prensa como arma.

## Desarrollo
El 5 de junio, se celebró el funeral de Lamarque, que, encabezado por los líderes republicanos, se convirtió en una manifestación a través del Puente de Austerlitz, degeneró en enfrentamientos con las tropas enviadas para restablecer el orden. Durante los mismos, una parte de la Guardia Nacional desertó, fraternizando con los insurgentes.
Luis Felipe I, quien se encontraba en el Palacio de Saint-Cloud desde el 1 de junio, se informó de la situación el mismo día 5 por el general Pierre-Agathe Heymès, regresando en coche a París en compañía de la reina Marie-Amélie y de la princesa Madame Adelaide. Por la noche, en el Palacio de las Tullerías, pasó revista a las tropas y a las legiones de la Guardia Nacional. Esa misma noche, tropas al mando del mariscal Georges Mouton salieron desde las afueras de la capital y repelieron a los insurgentes en el centro histórico de París. La batalla comenzó en la mañana del 6 de junio. La Guardia Nacional resistió a los insurgentes, quienes se atrincheraron en Saint-Merri, produciendo los enfrentamientos cerca de 800 víctimas mortales, si bien en sus memorias, el prefecto de policía Henri Gisquet reportó 18 muertos y 104 heridos en la Guardia Nacional, 32 muertos y 170 soldados de línea heridos y 20 muertos y 52 heridos en la guardia municipal, sin contar las víctimas que no eran parte de estos tres cuerpos, estimó las pérdidas entre los insurgentes en al menos 80 muertos y 200 heridos, y 1500 prisioneros.
Los líderes revolucionarios, como La Fayette, ante el fracaso del movimiento, huyeron, siendo detenidos varios de ellos. A las cinco de la tarde, miembros de la oposición dinástica, como Jacques Laffitte o Odilon Barrot, se reunieron de nuevo y, a las seis de la mañana, enviaron una delegación a Luis Felipe para pedirle que detuviera el derramamiento de sangre.
En la mañana del día 6, el rey pasa revista a las tropas en los Campos Elíseos y la Plaza de la Concordia, visitando a continuación a las tropas y la Guardia Nacional en los suburbios del norte de París, siendo recibido con gritos de "¡Viva el Rey! ¡Abajo los republicanos! ¡Abajo los carlistas!". A las tres y media de la tarde, en las Tullerías, se reunió con Laffitte, Barrot y François Arago, anunciando el fin de la resistencia.
Ese mismo 6 de junio, para asegurar una victoria más completa, el Consejo de Ministros hizo que el rey firmara una orden poniendo París en estado de sitio, dando lugar a una posterior represión política. La primera sentencia de muerte fue dictada el 18 de junio, sin embargo, el Tribunal Supremo, en sentencia de 29 de junio de 1832, anuló la sentencia con el argumento de la violación de artículos de la Constitución de 1830, tras lo que Luis Felipe revocó la orden del 6 de junio.
Victor Hugo denunció a los «escamoteadores políticos, que hacen desparecer el artículo  14 y que se reservan la aplicación del estado de sitio escondido!»  Los caricaturistas se embalan. Pero, ante la sorpresa general, los tribunales populares se comportan de manera severa: pronuncian 82 condenas, de ellas 7 a muerte, que el rey conmuta en penas de deportación.

## Monumento a las víctimas de junio

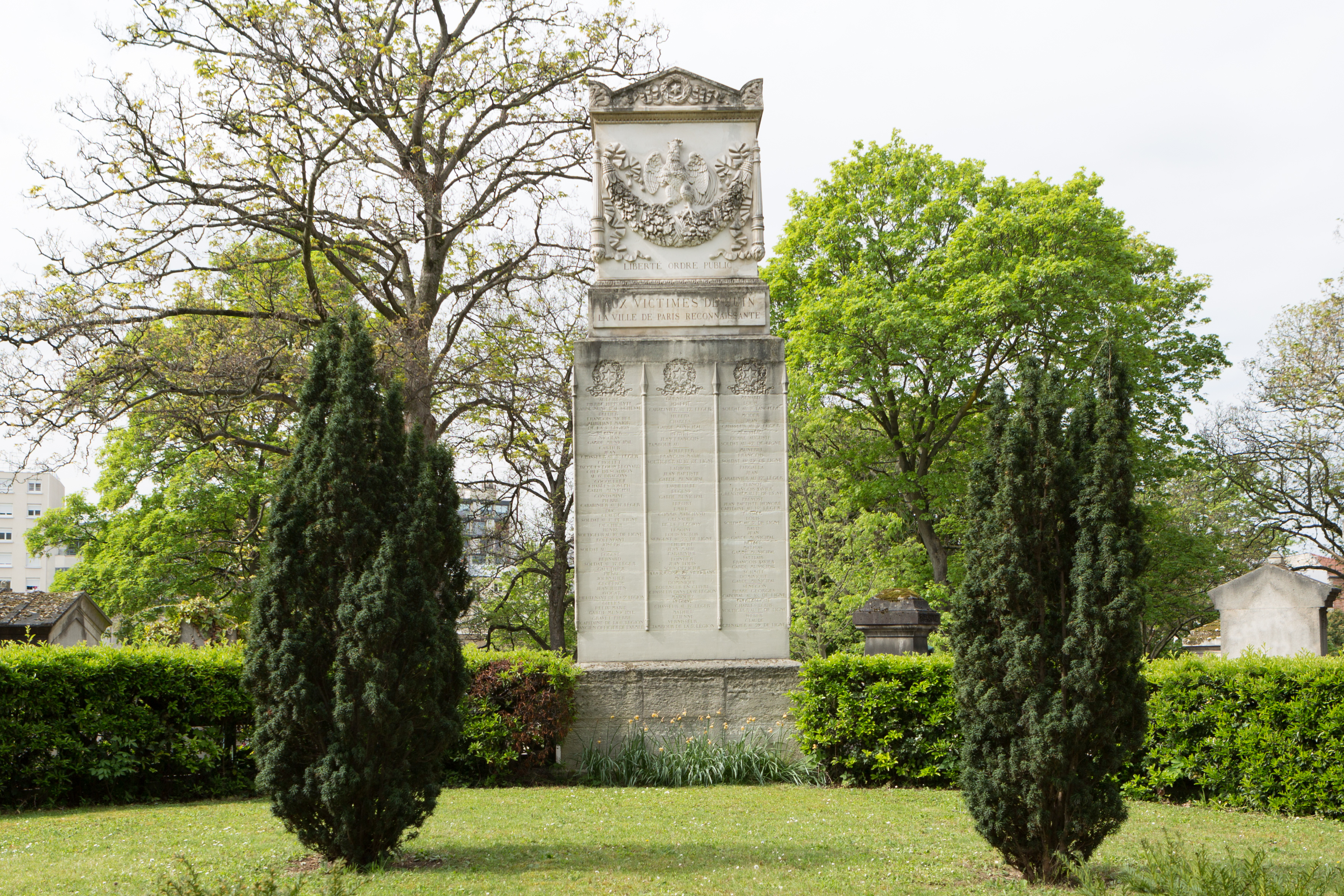
Monumento a las víctimas de junio situado en el cementerio del Père-Lachaise en París.

Sobre este monumento se puede leer de arriba abajo, sobre la cara norte lo siguiente:
- Libertad orden público
- A las víctimas de junio
- en reconocimiento por parte de la  villa de Paris

y sigue una lista de  62 nombres de guardias municipales, guardias nacionales, militares y civiles.  (Ref (en francés) Civardi (Jean-Marc), France (Jérôme).- Commémoration et politique au début de la Monarchie de Juillet. Le monument « Aux victimes de Juin » dans le cimetière du Père-Lachaise de Paris 1832-1834-1835, Paris et Île-de-France. Mémoires publiés par la Fédération des sociétés historiques de Paris et de l’Île-de-France. Tome 46, 1995, p.|227-262). 
Dominique Morge, víctima de 1832, aparece en el cuadro Le roi Louis-Philippe rencontrant un garde mourant, le 6 juin 1832 (1835), de Auguste-Hyacinthe Debay (1804-1865).